# Thanks for the Memory (film)
Thanks for the Memory este un film din 1935, regizat de George Archainbaud. În rolurile principale joacă actorii Bob Hope și Shirley Ross.

## Distribuție
- Bob Hope ca Steve Merrick
- Shirley Ross ca Anne Merrick
- Charles Butterworth ca Biney
- Otto Kruger ca Gil Morrell
- Hedda Hopper ca Polly Griscom
- Laura Hope Crews ca Mrs. Kent
- Emma Dunn ca Mrs. Platt
- Roscoe Karns ca George Kent